# Talon Esports (泰國)
Talon Esports是一支總部位於香港的電子競技戰隊，於2019年加入泰國的《傳說對決》之RPL賽區，隊名為Talon Esports（簡稱TLN），於2021年由DTAC冠名贊助，更名dtac Talon Esports（簡稱DTN），於2022年再由肯德基冠名贊助，更名KFC Talon Esports（簡稱KTN），並在2023年結束冠名，更回原隊名Talon Esports。

## 歷史

### 2019年
2019年RPL第四季例行賽，TLN正式登錄RPL賽區，季初成員為:凱撒路Dandy，打野Sadman，中路Uz，魔龍輸出Cream，輔助PIG。本賽季取得17勝35敗，排名第六名，無緣季後賽。

### 2020年
2020年RPL夏季賽，TLN補進了Overfly（前BRU凱撒路）、Winds（前BZ魔龍輸出）、Moowan（前TDC魔龍輸出），但在季中裁掉Winds，隨後補進HAK（前ahq中路），例行賽取得38勝16敗，例行賽第二名，晉級季後賽；但在第一輪被第三種子BZ以3：0橫掃，落入敗者組；敗部復活賽以2：0橫掃BAC，接著對上衛冕軍BRU，以1：2遭到淘汰，無緣總決賽，第三名作收。
2020年APL超級職業聯賽選拔賽，以3：2擊敗BAC，為RPL賽區第三種子出戰該屆賽事。
2020年APL超級職業聯賽，TLN被分到A組，小組賽以5勝4平3敗（局數：14勝10敗，積分為19分），排名第三名晉級八強。八強賽以2：4不敵GCS賽區的FW，遭到淘汰，止步八強，結束這次的國際賽之旅。
2020年RPL冬季賽，隊伍做了更動，中路HAK和輔助JJak離隊，ipodPro（前BZ中路）、Erez（前BZ魔龍輸出）、Tony（前BZ輔助）加入，並且聘請了曾執教BZ的台灣籍教練林口，而在季中魔龍輸出Moowan離隊。注入一針新血的TLN，例行賽得到38勝15敗，排名聯賽第一名，季後賽第一天4：1擊敗衛冕軍BRU，進入總決賽，面對再次晉級上來，尋求聯賽三連霸的BRU，TLN一樣以4：1獲勝，拿下隊史第一座RPL聯賽冠軍，FMVP為凱撒路Overfly。TLN將以第一種子代表RPL賽區參加2020年AIC國際錦標賽。
2020年AIC國際錦標賽，TLN被分到死亡之組B組，小組賽面對強敵，包含兩次世界冠軍的FL、APL 2020世界冠軍FW、GCS賽區和AOG賽區的第一種子MAD及SGP，最終以6勝5敗，B組第四名晉級八強；八強賽第一輪，以3：1擊敗A組第一的HKA，晉級八強賽第二輪（勝部組）；但以2：4不敵SGP，落入敗部組，以1：4不敵同賽區的BRU，遭到淘汰；在八強賽（六進四）止步，結束這次的國際賽之旅。

### 2021年
2021年RPL夏季賽，TLN宣佈獲得DTAC冠名贊助，更名為dtac Talon Esports（下稱DTN）。凱撒路Overfly離隊，迎來了NTNz和年輕的打野MOOP，例行賽以30勝15敗，聯賽第三名進入季後賽，不料季後賽第一輪便被第四種子VCF4：2擊敗，以第四名作收。
2021年AWC世界盃選拔賽中，以3：0橫掃業餘戰隊BBP，再以3：0橫掃業餘戰隊sDAY，再以3：0復仇季後賽淘汰他們的VCF，4：1擊敗聯賽亞軍BRU，取得前往世界賽的第二張門票，以RPL賽區第二種子的資格出戰2021年AWC世界盃。
2021年AWC世界盃中，DTN和GCS賽區第一種子MOP一同被分到D組，小組賽DTN表現亮眼，以5勝1平，小組第一晉級八強。八強賽第一輪3：1擊敗SGP，第二輪4：3擊敗BRU，四強賽4：2擊敗MOP，以勝部之姿進入總決賽，在總決賽面對亟欲復仇的MOP，雙方一路緊咬，大戰七場後由DTN打野MOOP偷拆成功拿下比賽，奪得隊史、也是RPL賽區的第一座世界冠軍，也成為傳說對決國際賽事史上第一個在雙敗淘汰制下以勝部組身分拿下世界冠軍的戰隊，FMVP為魔龍輸出Erez。
2021年RPL冬季賽，保持著原陣容的DTN打出12勝2敗，例行賽第一名的成績，並於8月29日，以3：0擊敗BRU後達成跨季連續19場不敗，打破此前由FL保持的傳說對決賽事最長不敗紀錄。季後賽一樣保持氣勢，首輪以4：2擊敗VCF進入總決賽，而在總決賽上，對手一樣是敗部復活的VCF，更以4：0橫掃對手，第二次拿下RPL聯賽冠軍，打野MOOP拿下了FMVP。DTN再次以第一種子的身分出戰國際賽。
2021年AIC國際錦標賽中，DTN被分到A組，以4勝1平1敗，小組第二名晉級八強，卻在八強賽首輪被HKA讓二追三擊敗，進到敗部組，先以3：0橫掃MAD，再以4：3拿下SGP，進入四強，四強賽對至同賽區的BRU，以2：4落敗，止步第四名，無緣達成世界冠軍大滿貫。

### 2022年
2022年RPL夏季賽，DTN宣布改為冠名贊助商肯德基，更名為KFC Talon Esports（下稱KTN），打野Happy轉至BRU，換來了BRU的魔龍輸出Difoxn。KTN例行賽得到13勝3敗，聯賽第二名的成績進入季後賽，季後賽第一輪遭到第一種子BAC4：0橫掃，必須進行第二天的敗部復活，敗部對上BRU，KTN以4：1獲勝，挺進總決賽，在總決賽和BAC纏鬥到第七戰，最終3：4不敵，以亞軍作收。
2022年AIC國際錦標賽選拔賽，對上EA，以3：1輕取對手；晉級下一輪，對手為聯賽第三名的BRU，以4：1拿下，取得前往國際賽門票。
2021年東南亞運動會，此賽事由於新冠疫情改至2022年舉行，KTN除Difoxn外的選手，加上PSG的魔龍輸出FirstOne、輔助isilindilz和教練Mistgunz，組成泰國代表隊參賽。第一天預賽，以3勝1平和越南隊並列第一，需進行一場BO1加賽決定排名第一。第二天加賽中，擊敗越南隊拿下小組第一，進入淘汰賽，先3：0橫掃越南隊進入總決賽。第三天決賽對上敗部復活的越南隊，以4：1獲勝，拿下東南亞運動會金牌。
2022年AIC國際錦標賽，KTN被分到A組，小組賽第一階段以3勝0敗的成績晉級第二階段，而小組賽第二階段，以2勝0敗，小組第一名晉級八強賽，也是唯一在小組賽拿下全勝戰績的戰隊。八強賽第一輪，以3：0橫掃來自馬來西亞外卡的ADT，但隨後以2：4負於GCS賽區的ONE進入敗部，敗部中對上本季多次交手的BAC，以2：4不敵對手，本季無論是國內賽或國際賽，對陣BAC一勝難求，止步八強賽六進四。
2022年RPL冬季賽，維持原陣型的KTN在第一輪的例行賽遇到亂流，開季便苦吞四連敗，第一輪的賽事結束時戰績位居聯賽之末，但是進入第二輪之後，KTN將替補的Difoxn拉上先發，狀態也逐漸回穩，第二輪的大分全數拿下，以11勝5敗，例行賽第二名的成績進入季後賽，豪取9連勝的同時也終止了對BAC的跨季連敗。季後賽本以為能延續例行賽氣勢的KTN，卻在第一輪1：4不敵第一種子BAC，隨後第二天的敗部賽以2：4敗給BRU，以第三名作收，但仍有參加國際賽的資格，以RPL賽區第三種子的資格出戰2022年APL超級職業聯賽。
2022年APL超級職業聯賽，KTN被分到死亡之組，與GCS賽區第一種子BRO和AOG賽區第三種子BOX一同被分到A組，儘管在死亡之組，KTN以4勝0敗，A組第一晉級八強。八強賽第一輪，以3：1擊敗MAD，隨後對上A組的BRO，以2：4不敵對手，進入敗部，最終再以2：4不敵同為RPL賽區戰隊的BRU而遭到淘汰，連續兩次的國際賽都止步於八強賽六進四。
12月20日，教練林口離隊。

### 2023年
1月4日，打野MOOP轉戰EA。
1月18日，KTN公布了新陣容，補進了中路Zeliansy和教練Mistgunz（前PSG教練）。
2023年RPL夏季賽，季前KTN宣布結束冠名肯德基，改回原名Talon Esports（下稱TLN）。例行賽經歷多次變陣，狀態也浮浮沉沉，最後取得8勝8敗，與BGC並列聯賽第五，無緣季後賽。因雙方對決的賽事成績為平手狀態，而且因例行賽第五名的戰隊可獲得國際賽的外卡資格，因此將進行一場BO3的加賽，但在加賽中，以1：2的比分，不敵BGC，第六名作收，確定無緣國際賽，也是成軍後，首次止步國內。
6月13日，中路Zeliansy離隊。
7月12日，輔助兼隊長Tony離隊。
8月6日，TLN公布了新陣容，補進兩名打野：PogPog（前BGC打野）和DCB（前PSG打野）。
2023年RPL冬季賽，例行賽以11勝5敗和BRU同分，不過小分以+18:+16領先BRU，因此以第二名的成績晉級勝部決賽。勝部決賽對上例行賽第一種子BAC，最終以2：4不敵對手，落入敗者組-準決賽；將對上BHD，以4：2戰勝對手，晉級總決賽；將再次對上BAC，最終以4：2的比分復仇成功，奪得隊史第三座RPL冠軍，FMVP為魔龍輸出Erez。並將以RPL賽區第一種子的資格出戰2023年AIC國際錦標賽。
2023年AIC國際錦標賽中，TLN分到B組，即便和衛冕軍SGP和保持世界冠軍陣容的BAC同組，仍以5勝0負（局數：10勝0負）的強勢戰績，小組第一晉級八強。首輪以3：1戰勝同賽區的BAC，晉級次輪；次輪以4：1輕取GCS賽區第三種子BRO，並睽違兩年再次打進國際賽四強；四強賽以讓二追四方式，4：2戰勝同賽區的VCF，挺進總決賽；總決賽再次以讓二追四方式，4：2戰勝同賽區的VCF；最終以全勝之姿獲得本屆賽事的總冠軍，也是隊史第二座的國際賽冠軍，FMVP為魔龍路Erez，並且先發五人霸榜「最佳五路選手獎」。

### 2024年
1月7日，魔龍輸出Erez離隊。
2024年RPL夏季賽，例行賽以10勝4敗，排名第二名，晉級勝部決賽；勝部決賽以4：1擊敗例行賽第一種子的BAC，晉級總決賽；總決賽再次以4：1的比分，戰勝BAC，奪得第四座RPL冠軍，並完成二連霸，FMVP為輔助Difoxn。將以RPL賽區第一種子出戰2024年APL超級職業聯賽。
2024年APL超級職業聯賽，在瑞士輪中，TLN先在第一輪以2：0擊敗AOG賽區第五種子TDT、第二輪以2：0擊敗GCS賽區的第一種子BMG、第三輪以3：0擊敗GCS賽區的第五種子HKA，以三連勝（局數：7勝0負）之姿晉級淘汰賽。八強首輪以3：1擊敗GCS賽區的HKA，晉級次輪；次輪與GCS賽區的BMG纏鬥到第七局，以3：4遭對手復仇，落入敗部；敗部對決AOG賽區的GGL，TLN在連勝三局後，爆冷連輸四局，被讓三追四以3：4不敵對手，止步八強賽六進四，結束本屆賽事。
9月11日，打野PogPog離隊。
2024年RPL冬季賽，TLN例行賽取得8勝6敗（局數：31勝27敗，GD：+4），排名聯賽第五，無緣季後賽，但確認出戰AIC國際賽。
2024年AIC國際錦標賽，在瑞士輪中，TLN先在第一輪以0：2不敵來自同為RPL賽區的EA、第二輪以2：0戰勝GCS賽區第三種子HKA、第三輪以2：1戰勝AOG賽區第五種子SH、第四輪以3：1戰勝GCS賽區第二種子BMG，以三勝一敗（局數：7勝4敗）的戰績，晉級淘汰賽。首輪以2：3不敵來自同為RPL賽區的FS，落入敗者組；面對前教練林口所率領的GCS賽區第一種子FW，最終以2：3落敗，止步八強，結束本屆賽事。

### 2025年
1月26日，TLN宣布補進教練Lycan（前BAC教練）。
2025年RPL夏季賽，例行賽以8勝6敗（局數：33勝24敗，GD：+9），排名聯賽第四名，晉級季後賽；敗部區首輪以0：4不敵例行賽第三種子的BAC，止步季後賽，以第四名作收，但確認以RPL賽區第四種子的資格出戰2025年APL超級職業聯賽。
2025年APL超級職業聯賽，在瑞士輪中，TLN先在第一輪以0：2不敵來自同為RPL賽區第三種子BRU、第二輪以0：2不敵來自同為RPL賽區第二種子BAC、第三輪以3：2戰勝AOG賽區第五種子SPN、第四輪以1：3不敵來自同為RPL賽區第二種子BAC，以一勝三敗（局數：4勝9敗）的戰績，止步瑞士輪，結束本屆賽事。
8月3日，教練Lycan轉戰FS。
8月9日，Tony回歸擔任教練。

## 賽事成績
- 2019年
  - 2019年RPL職業聯賽S4賽季：第六名
- 2020年
  - 2020年RPL夏季職業聯賽：第三名
  - 2020年APL超級職業聯賽（RPL賽區第三種子）：八強
  - 2020年RPL冬季職業聯賽：總冠軍
  - 2020年RPL冬季職業聯賽 冠軍賽FMVP：TLN Overfly
  - 2020年AIC國際錦標賽（RPL賽區第一種子）：八強（六進四淘汰）
- 2021年
  - 2021年RPL夏季職業聯賽：第四名
  - 2021年AWC世界盃（泰國第二種子隊）：總冠軍
  - 2021年AWC世界盃 冠軍賽FMVP：DTN Erez
  - 2021年RPL冬季職業聯賽：總冠軍
  - 2021年RPL冬季職業聯賽 冠軍賽FMVP：DTN MOOP
  - 2021年AIC國際錦標賽（RPL賽區第一種子）：第四名
- 2022年
  - 2022年RPL夏季職業聯賽：亞軍
  - 2021年東南亞運動會：金牌 
    - 泰國代表隊 選手：KTN NTNz、KTN MOOP、KTN iPodPro、KTN Erez、KTN Tony

  - 2022年AIC國際錦標賽（RPL賽區第二種子）：八強（六進四淘汰）
  - 2022年RPL冬季職業聯賽：第三名
  - 2022年APL超級職業聯賽（RPL賽區第三種子）：八強（六進四淘汰）
- 2023年
  - 2023年RPL夏季職業聯賽：第六名
  - 2023年RPL冬季職業聯賽：總冠軍
  - 2023年RPL冬季職業聯賽 冠軍賽FMVP：TLN Erez
  - 2023年AIC國際錦標賽（RPL賽區第一種子）：總冠軍
  - 2023年AIC國際錦標賽 冠軍賽FMVP：TLN Erez
- 2024年
  - 2024年RPL夏季職業聯賽：總冠軍
  - 2024年RPL夏季職業聯賽 冠軍賽FMVP：TLN Difoxn
  - 2024年APL超級職業聯賽（RPL賽區第一種子）：八強（六進四淘汰）
  - 2024年RPL冬季職業聯賽：第五名
  - 2024年AIC國際錦標賽（RPL賽區第五種子）：八強
- 2025年
  - 2025年RPL夏季職業聯賽：第四名
  - 2025年APL超級職業聯賽（RPL賽區第四種子）：【瑞士輪】第四輪B組-淘汰（1-3）

## 隊伍名單

### 現役成員
| 比賽帳號     | 本名                   | 遊戲定位                    | 生日  | 國籍 | 常用英雄                 | 備註 |
| TLN NTNz     | Thana Somboonprom      | 凱撒路                      | 1/5   | 泰國 | 筱清 、夜叉、葉娜        | 2021AWC世界冠軍凱撒路，2021年RPL冬季賽冠軍凱撒路，2022年東南亞運動會金牌，2023年RPL冬季賽冠軍凱撒路，2024年RPL夏季賽冠軍凱撒路，2023AIC世界冠軍凱撒路，2023AIC最佳凱撒路                                                                           |
| TLN AlmondP  | Phubase Kulpaktarapong | 打野                        | 2/12  | 泰國 | 星葵、神力女超人、青硯   | 前VCF、BAC打野，2022年RPL夏季賽冠軍打野，2022年RPL冬季賽冠軍打野，2023年RPL夏季賽冠軍打野，2022APL世界冠軍打野，2022APL最佳打野，2023年RPL夏季總決賽FMVP                                                                                           |
| TLN DCB      | Supawit Dangurai       | 打野                        |       | 泰國 | 科里納卡、蘭鐸、納克羅斯 | 前BZ、EA、PSG打野，2023年RPL冬季賽冠軍替補打野，2023AIC世界冠軍替補打野 |
| TLN iPodPro  | Pakkapon Saethong      | 中路                        | 11/18 | 泰國 | 莉莉安、伊格、颯枷       | 前BZ中路。2020年RPL冬季賽冠軍中路，2021AWC世界冠軍中路，2021年RPL冬季賽冠軍中路，2022年東南亞運動會金牌，2021AWC最佳中路，2023年RPL冬季賽冠軍中路，2024年RPL夏季賽冠軍中路，2023AIC世界冠軍中路，2023AIC最佳中路                                   |
| TLN Psocute  |                        | 中路                        |       | 泰國 |                          | |
| TLN Difoxn   | Parit Pornrattanapitak | 輔助、打野、 魔龍輸出(隊長) | 1/13  | 泰國 | 薩尼、提米、朗博         | 前BZ打野、BRU打野、魔龍輸出。2018年RPL第二季冠軍打野，2023年RPL冬季賽冠軍輔助，2024年RPL夏季賽冠軍輔助，2021AIC世界冠軍魔龍輸出，2023AIC世界冠軍輔助，2020年RPL夏季總決賽FMVP(亞軍)，2021AIC最佳魔龍輸出，2023AIC最佳輔助，2024年RPL夏季總決賽FMVP |
| TLN KrataiA  |                        | 輔助                        |       | 泰國 |                          | 前PSG輔助 |
| TLN Catsatan | Jirapat Khawmee        | 魔龍輸出                    |       | 泰國 |                          | |
| TLN Tony     | Eikapong Korhonen      | 教練                        |       | 泰國 |                          | 前BZ輔助，前FS教練、輔助，2018年RPL第二季冠軍輔助，2018年RPL第二季冠軍賽FMVP，2020年RPL冬季賽冠軍輔助，2021AWC世界冠軍輔助，2021年RPL冬季賽冠軍輔助，2022年東南亞運動會金牌                                                                        |
| TLN Mistgunz | Chakapon Pompranee     | 教練                        | 4/6   | 泰國 |                          | 前BRU、PSG教練，2022年東南亞運動會金牌，2023年RPL冬季賽冠軍教練，2024年RPL夏季賽冠軍教練，2023AIC世界冠軍教練 |

### 過往成員
| 比賽帳號     | 遊戲定位         | 國籍     | 備註 |
| TLN Dandy    | 凱撒路、魔龍輸出 |          | |
| TLN Uz       | 中路             | 泰國     | |
| TLN LOOISS   | 中路             | 泰國     | |
| TLN Cream    | 魔龍輸出、凱撒路 | 泰國     | 前EVOS魔龍輸出 |
| TLN Munez    | 魔龍輸出         | 泰國     | 前BZ打野，前BRU、BGC、EA教練，現PSG教練 |
| TLN Porza    | 輔助             | 泰國     | 前RRQ、ahq、KOG、EVOS、PSG、BRU輔助 |
| TLN PIG      | 輔助             |          | |
| TLN Overfly  | 凱撒路           | 泰國     | 前RRQ、BRU凱撒路。2019年RPL第四季冠軍凱撒路，2020年RPL冬季賽冠軍凱撒路，2021AIC世界冠軍凱撒路，2020年RPL冬季總決賽FMVP，2021AIC最佳凱撒路 |
| TLN Rush     | 打野             |          | 前OP、ahq、EVOS打野。2018AWC世界冠軍打野，2018AWC總決賽FMVP，2018GCS夏季賽冠軍打野 |
| TLN Winds    | 中路             | 中華民國 | 前JT、MAD、BZ魔龍輸出，現BMG副教練。2018年GCS春季賽冠軍魔龍輸出，2018AIC世界冠軍魔龍輸出，2019年GCS春季賽冠軍魔龍輸出 |
| TLN HAK      | 中路             |          | 前OP、ahq、EVOS中路。2018AWC世界冠軍中路，2018GCS夏季賽冠軍中路，2018GCS夏季賽FMVP |
| TLN Moowan   | 魔龍輸出         | 泰國     | 前TDC、BAC魔龍輸出。2019年RPL第三季冠軍魔龍輸出，2020年RPL冬季賽冠軍魔龍輸出，2021年RPL夏季賽冠軍魔龍輸出，2022年RPL夏季賽冠軍魔龍輸出，2022年RPL冬季賽冠軍魔龍輸出，2022年APL世界冠軍魔龍輸出，2022年RPL冬季總決賽FMVP，2022年APL最佳魔龍輸出，2023年RPL夏季賽冠軍魔龍輸出                                                                         |
| TLN JJak     | 輔助             |          | 前OP、ahq、TDC輔助。2018AWC世界冠軍輔助，2018GCS夏季賽冠軍輔助，2019年RPL第三季冠軍輔助，2019年RPL第三季FMVP |
| DTN Happy    | 打野             | 泰國     | 前RRQ、BRU、FS打野，效力RRQ時比賽帳號為Sadman。2020年RPL冬季賽冠軍打野，2021AWC世界冠軍打野，2021年RPL冬季賽冠軍打野 |
| KTN MOOP     | 打野             | 泰國     | 前EA打野，2021AWC世界冠軍打野，2021年RPL冬季賽冠軍打野，2021年RPL冬季總決賽FMVP，2022年東南亞運動會金牌 |
| TLN Zeliansy | 中路             | 泰國     | |
| TLN Erez     | 魔龍輸出、打野   | 泰國     | 前BZ魔龍輸出，現BAC魔龍輸出。2020年RPL冬季賽冠軍魔龍輸出，2021AWC世界冠軍魔龍輸出，2021年RPL冬季賽冠軍魔龍輸出，2022年東南亞運動會金牌，2021AWC總決賽FMVP，2021AWC最佳魔龍輸出，2023年RPL冬季賽冠軍魔龍輸出，2023年RPL冬季總決賽FMVP，2023AIC世界冠軍魔龍輸出，2023AIC總決賽FMVP，2023AIC最佳魔龍輸出，2024AIC世界冠軍魔龍輸出，2024AIC最佳魔龍輸出 |
| TLN PogPog   | 打野             | 泰國     | 前BGC打野，現BRU打野，2023年RPL冬季賽冠軍打野，2024年RPL夏季賽冠軍打野，2023AIC世界冠軍打野，2023AIC最佳打野 |
| TLN Deboom   | 魔龍輸出         | 泰國     | 前VCF、PSG魔龍輸出，2024年RPL夏季賽冠軍魔龍輸出 |
| TLN Yang     | 教練             |          | |
| KTN Linkou   | 教練             | 中華民國 | 前BZ、KOG教練，現FW教練，2018年RPL第二季冠軍教練，2020年RPL冬季賽冠軍教練，2021AWC世界冠軍教練，2021年RPL冬季賽冠軍教練，2024年GCS夏季賽冠軍教練，2025年GCS春季賽冠軍教練，2025APL世界冠軍教練 |
| TLN Lycan    | 教練             | 泰國     | 前PSG輔助，前BAC輔助、教練，現FS教練，2022年RPL夏季賽冠軍候補輔助，2022年RPL冬季賽冠軍教練，2022年APL冠軍教練 |